# Москва Сити
Московският международен делови център „Москва Сити“ (на руски: Московский международный деловой центр „Москва-Сити“, ММДЦ „Москва-Сити“) е развиващ се бизнес район в Москва на Пресненската крайбрежна. Той е част от Пресненски район на Централен административен окръг на Москва.
Като част от Москва Сити се създава зона за бизнес активност, която ще обедини бизнес, жилищни апартаменти и отдих. Управляващото дружество за създаването и развитието на целия проект MМДЦ „Москва Сити“ е ПАО СИТИ, а техническият клиент и представител на град Москва в управлението на държавната собственост на Централното ядро на MМДЦ Москва Сити е ГУП „Центр-Сити“.
Международният бизнес център Москва Сити се изгражда на Пресненската крайбрежна, на мястото на бивша кариера, на територия с обща площ от около 100 хектара, от които 60 хектара подлежат на ново развитие. През 2014 г. обемът на инвестициите в MМДЦ Москва Сити възлиза на приблизително 12 милиарда долара. За 2016 г. дванадесет от двадесет и трите планирани съоръжения вече са построени на територията на MМДЦ Москва Сити. Още седем сгради са в процес на изграждане, а четири са на етап проектиране. Строителството на кулите на Москва Сити е за сметка на частни инвеститори.

## Сгради

### Федерация
Офисният комплекс „Федерация“ представлява конструкция от 2 триъгълни кули с височина 243 и 360 метра, разположени на стилобат. Между тях е заключен шпил, чиято височина е 509 м. В кулите ще се помещават офиси, апартаменти, ресторанти и хотел. В централния шпил има панорамни лифтове и евакуационни стълбища. В стилобатната част се планира организирането на пълен комплекс от търговски и битови услуги. Подземната част включва паркинги, технически помещения и пешеходна зона, съединяваща сградата с чентралната част на „Москва-СИТИ“, северния вход и комплекса „Евразия“. След нейното построяване „Федерация“ ще стане най-високата сграда в Европа.
- Височина: 509 м
- Територия на строителната площадки: 1,07 хка
- Обща площ на съоръжението: 425 000 м²
- Начало на строителството: 2003 г.
- Край на строителството: 2014 г.
- Официален сайт: www.miraxcity.ru Архив на оригинала от 2018-11-07 в Wayback Machine.
- Уеб камера на строителната площадка

### Кула 2000
„Кула 2000“ (Башня 2000) е 34-етажна офис-сграда, разположено на десния бряг на Москва-река. Кулата е свързана ММТЦ посредством пешеходния мост „Багратион“. Освен офиси, в сградата са разположени подземен паркинг, ресторанти и други помещения.
- Височина: 104 м
- Обща площ на съоръжението: 61 057 м²
- Начало на строителството: декември 1996 г.
- Край на строителството: в края на 2001 г.

### „Империя“
Многофункционалният развекателен комплекс „Империя“ включва централна входна зона с целогодишен аквапарк, търговка част с магазини, 5-звезден хотел и паркинг. Хотелът представлява 30-етажно здание, започващо с 6-етажен пиедестал с обществена зона – ресторанти, нощни клубове, магазини и елементи на търговската инфраструктура – бизнес- и конгресни центрове. Целият комплекс е архитектурно свързан с Краснопресненската крайбрежна улица и е непосредствено свързан с речна гара.
- Обща площ на парцела: 1,74 хка
- Обща площ на комплекса: 147 000 м²
- Общ площ на аквапарка: 33 450 м²
- Обща площ на хотела: 96 000 м²
- Общ площ на паркингите: 18 000 м²
- Брой етажи: 36
- Начало на строителството: 2007 г.
- Край на строителството: втора четвърт на 2010 г.
- Официален сайт: www.imperiatower.ru

### Град на столиците
Комплексът „Град на столиците“ (Город столиц), символизиращ Москва и Санкт Петербург, е разположен на 9 парцел в ММДЦ „Москва Сити“. Ансамбълът съвместява развлекателен комплекс, офисни помещения и елитни апартаменти, за които са отредени високите етажи. Състои се от 2 кули – „Москва“ (72 етажа) и „Санкт Петербург“ (62 етажа), с височина 267,9 м и 234 м съответно, обединени в 18-етажен стилобат и 16-етажно куполно здание с атриум. Целият комплекс е разположен на единен подиум, състоящ се от 6 подземни и 4 подземни нива с обществени пространства. В подземната част от подиума е разположен паркинг с 2000 паркоместа, а в надземната – магазини, фитнес-център, презентационни зали, ресторанти. 18-етажната стилобатна част съдържа предимно офис пространства.
- Обща площ на парцела: 1,273 хка
- Обща площ на комплекса: 288 680 м²
- Височина: 268 м
- Край на строителството: 2010 г.
- Официален сайт: www.capitalcity.ru

### Кула на Крайбрежна
Кулата на Крайбрежна (Башня на Набережной) е комплекс от 3 здания с различна етажност, строящи се на 10 парцел в ММТЦ „Москва Сити“. През октомври 2004 г. е открита 17-етажната сграда, а през октомври 2005 – 27-етажната. Строителството на 3-та сграда е започнало през януари 2005 г. и продължава. Под сграда А и B са разположени 4, а над блок С – 5 подземни етажа. Площите за общо ползване на първо подземно ниво се обединяват с намиращия се на първо ниво търговски център. 3-те сгради от комплекса съдържат предимно офис-помещения.
- Кула „А“ – 17 етажа с височина 85 м
- Кула „В“ – 27 етажа с височина 127 м
- Кула „С“ – 56 етажа с височина 252 м
- Край на строителството: август 2007 г.
- Официален сайт: www.nabtower.ru

### Evolution Tower
На 2 и 3 парцел от ММДЦ „Москва Сити“ е разположен многофункционалният център „Evolution Tower“ с височина 53 етажа. В състава на този център влизат помещенията на муниципалния Дворец на бракосъчетанията с банкетни зали и ресторанти на обща площ от 2000 м². и офисни помещения на площ от 80 000 м². В стилобатната част на центъра е предвидено да бъдат разположени търговско-развлекателни помещения и пешеходна връзка с моста „Багратион“, станцията на метрото „Деловой центр“ и помещенията на „Централното ядро“. Подземната част е предвидена за паркинг за 1400 места и площ от около 49 хил. м².
- Височина: 255 м
- Брой етажи: 53
- Площ на общия парцел: 2,458 хка
- Начало на строителството: 2011 г.
- Край на строителството: 2014 г.

### Меркурий Сити Тауър
Сграда с обща височина 339 метра над повърхността и 5 подземни етажа. В зданието ще се разполагат офис помещения, апартаменти, търговски площи и други.
- Височина: 339 м
- Общ площ: 174 000 м²
- Брой етажи: 75
- Край на строителството: 2013 г.

### Северна кула
Този комплекс съдържа офис площи, концертна зала, ресторанти и търговска част.
- Височина: 108 м
- Брой етажи 27
- Обща площ: 73 800 м²
- Начало на строителството: 2005 г.
- Край на строителството: 2007 г.

### „Евразия“
Проекта за сграда на парцел № 12 представлява офисно-рекреационен комплекс, включващ 309-метрово здание с обща площ от 207 542 м². Цялата сграда е разположена на 3-етажен подиум, в който се помещават фитнес-център, развлекателни центрове, ресторанти и магазини, паркинги за 1000 автомобили. Първите 29 етажа на сградата ще се използват за офиси, а останалите – за жилища.
- Височина: 309 м
- Брой етажи: 72
- Обща площ: 207 542 м²
- Официален сайт: www.tech-invest.ru

### Централно ядро
Централното ядро – сред конструктивно най-сложните постройки в ММДЦ, е разположено на парцели 6, 7 и 8. То е разделено на 2 основни части: подземна и надземна. В подземната част от конструкцията влизат метростанцията „Деловой центр“, свързваща 3 от големите метролинии и връзка към „мини-метрото“ на ММДЦ „Москва Сити“; автомагистрали към международните летища „Шереметиево“ и „Внуково“; подземен паркинг за 2750 места; технически помещения и търговски комплекс. Наземната част е разделена на 3 функционални зони, включващи хотел, търговско-развлекателен комплекс и концертна зала за около 6000 души.
- Обща площ на съоръжението: 450 000 м²
- Начало на строителството: 2005 г.
- Край на строителството: 2014 г.

### IQ quarter
Многоетажен терминал ще свързва метростанциите, станциите на градския транспорт, магистралите и другите транспортни комуникации на ММТЦ „Москва-Сити".
- Територия на строителната площадки: 1,137 хка
- Обща площ на съоръжението: 201 430 м²
- Край на строителството: 2015 г.

## Галерия
- .09.2006
- 05.09.2006
- 11.09.2006
- 12.11.2006
- 15 03.2007
- 20.04.2007
- .05.2007
- 02.09.2007
- 23.09.2007
- 23 януари 2008
- 30.03.2008
- 16.05.2008
- .07.2008
- 21.07.2008
- 28.02.2009
- 02.04.2009
- 05.08.2009
- 28.03.2010
- 28.03.2010
- 28.03.2010
- 02.04.2010
- 02.04.2010
- 09.05.2010
- 22.05.2010
- 09.09.2011
- 2 януари 2012
- 05.08.2012